# Foucaucourt-en-Santerre
Foucaucourt-en-Santerre (picardisch: Fouquécourt-in-Santérre) ist eine nordfranzösische Gemeinde mit 233 Einwohnern (Stand 1. Januar 2022) im Département Somme in der Region Hauts-de-France. Die Gemeinde gehört zum Kanton Ham und ist Teil der Communauté de communes Terre de Picardie.

## Geographie
Die Gemeinde liegt im Santerre rund sieben Kilometer nordnordwestlich von Chaulnes an der Départementsstraße D1029 (frühere Route nationale 29 und Teil des Systems der Chaussée Brunehaut).

## Geschichte
Die Gemeinde erhielt als Auszeichnung das Croix de guerre 1914–1918.

## Einwohner
| 1962 | 1968 | 1975 | 1982 | 1990 | 1999 | 2006 | 2010 |
| ---- | ---- | ---- | ---- | ---- | ---- | ---- | ---- |
| 268  | 277  | 261  | 234  | 252  | 223  | 250  | 285  |

## Verwaltung
Bürgermeister (maire) ist seit 2008 Christian Delaforge.

## Sehenswürdigkeiten

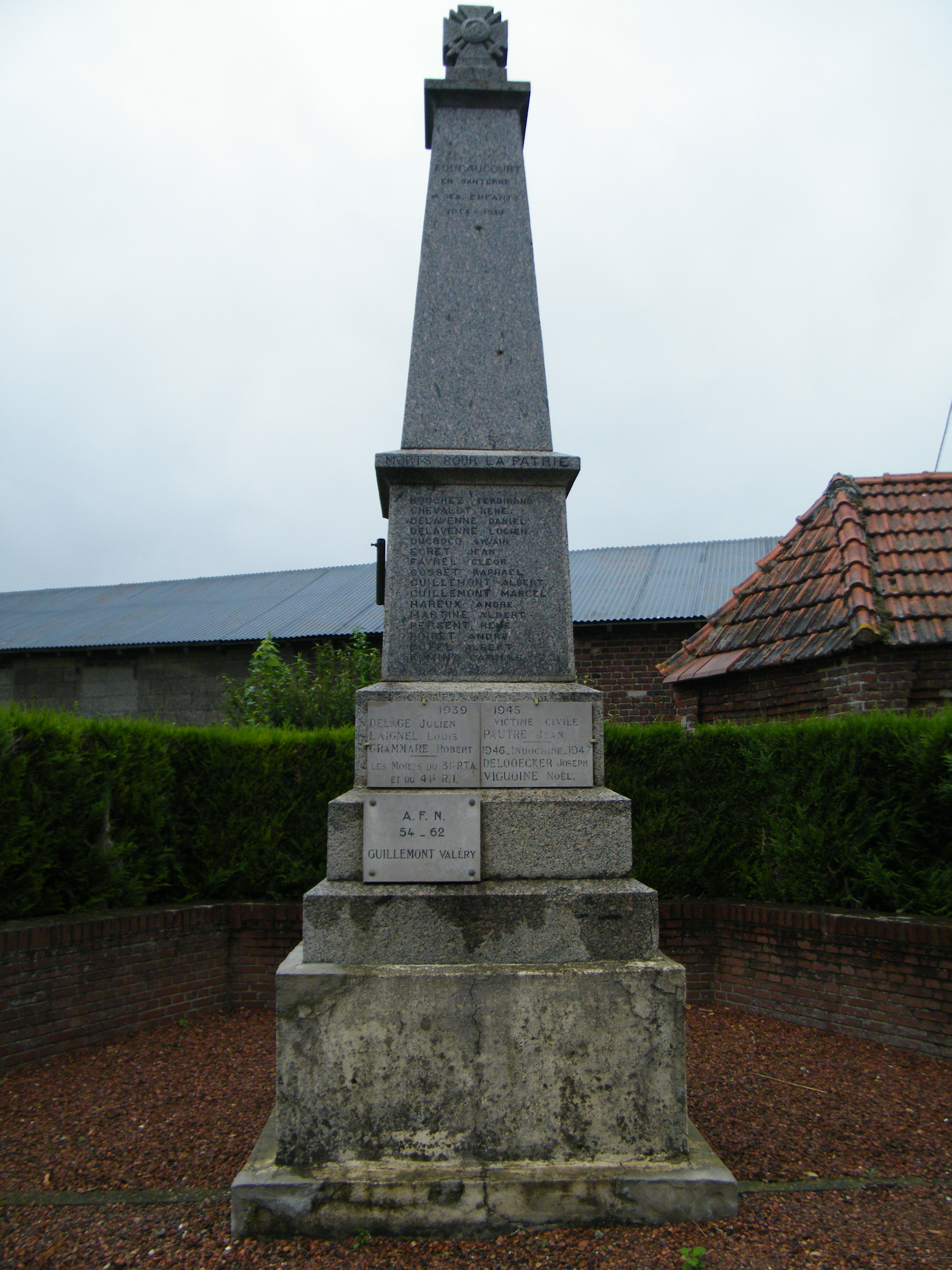
Gedenkstätte für die Gefallenen des Ersten Weltkriegs.